# Roches Percées
Roches Percées är klippor i Guadeloupe (Frankrike). De ligger i den södra delen av Guadeloupe, 22 km sydost om huvudstaden Basse-Terre. Roches Percées ligger 11 meter över havet. De ligger på ön Terre-de-Haut.
Terrängen runt Roches Percées är platt söderut, men åt sydväst är den kuperad.  Närmaste större samhälle är Trois-Rivières, 14,1 km nordväst om Roches Percées. 